# کیشیتسه (ناحیه پلزن-تسیتی)
کیشیتسه (به چکی: Kyšice) یک منطقهٔ مسکونی در جمهوری چک است که در ناحیه پلزن-سیتی واقع شده‌است. کیشیتسه ۷٫۰۶ کیلومتر مربع مساحت و ۹۴۸ نفر جمعیت دارد و ۳۸۷ متر بالاتر از سطح دریا واقع شده‌است.